# Segunda División 1991-1992 (Spagna)
L'edizione 1991-92 della Segunda División fu il sessantunesimo campionato di calcio spagnolo di seconda divisione. Il campionato vide la partecipazione di 20 squadre raggruppate in un unico gruppo. Le prime due della classifica furono promosse in Primera División mentre le ultime quattro furono retrocesse in Segunda División B. Erano previsti i play-off per la terza e la quarta in classifica.

## Classifica finale
|  |     | Classifica 1991-92 | Pt | G  | V  | N  | P  | GF | GS | DR  |
|  | --- | ------------------ | -- | -- | -- | -- | -- | -- | -- | --- |
|  | 1.  | Celta Vigo         | 53 | 38 | 22 | 9  | 7  | 61 | 26 | +35 |
|  | 2.  | Rayo Vallecano     | 48 | 38 | 20 | 8  | 10 | 52 | 27 | +25 |
|  | 3.  | Figueres           | 47 | 38 | 16 | 15 | 7  | 43 | 27 | +16 |
|  | 4.  | Betis              | 46 | 38 | 18 | 10 | 10 | 54 | 43 | +11 |
|  | 5.  | UE Lleida          | 43 | 38 | 17 | 9  | 12 | 52 | 36 | +16 |
|  | 6.  | Barcellona B       | 41 | 38 | 17 | 7  | 14 | 59 | 53 | +6  |
|  | 7.  | CP Mérida          | 41 | 38 | 16 | 9  | 13 | 58 | 48 | +10 |
|  | 8.  | Compostela         | 41 | 38 | 15 | 11 | 12 | 36 | 32 | +4  |
|  | 9.  | Sabadell           | 38 | 38 | 16 | 6  | 16 | 34 | 35 | -1  |
|  | 10. | Racing Santander   | 37 | 38 | 15 | 7  | 16 | 39 | 44 | -5  |
|  | 11. | Real Murcia        | 36 | 38 | 11 | 14 | 13 | 32 | 36 | -4  |
|  | 12. | Eibar              | 36 | 38 | 11 | 14 | 13 | 19 | 22 | -3  |
|  | 13. | Bilbao Athletic    | 35 | 38 | 12 | 11 | 15 | 36 | 40 | -4  |
|  | 14. | Palamós            | 35 | 38 | 13 | 9  | 16 | 39 | 46 | -7  |
|  | 15. | Castellón          | 35 | 38 | 13 | 9  | 16 | 42 | 48 | -6  |
|  | 16. | Real Madrid B      | 34 | 38 | 11 | 12 | 15 | 44 | 55 | -11 |
|  | 17. | Sestao Sport       | 32 | 38 | 11 | 10 | 17 | 26 | 44 | -18 |
|  | 18. | Malaga             | 30 | 38 | 10 | 10 | 18 | 25 | 45 | -20 |
|  | 19. | Real Avilés        | 27 | 38 | 9  | 9  | 20 | 31 | 56 | -25 |
|  | 20. | Las Palmas         | 25 | 38 | 8  | 9  | 21 | 39 | 58 | -19 |

### Playoff
|                     | Andata | Ritorno |        |
| ------------------- | ------ | ------- | ------ |
| Deportivo La Coruña | 2-1    | 0-0     | Betis  |
| Figueres            | 0-2    | 1-1     | Cadice |

## Verdetti
- Celta Vigo e  Rayo Vallecano promosse in Primera División 1992-1993.
- Real Murcia,  Real Avilés e  Las Palmas retrocesse in Segunda División B 1992-1993.